# 夜見町
夜見町（よみちょう）は、鳥取県米子市にある町丁。郵便番号は683-0851（米子郵便局管区）。
本項では同地域にかつて所在した会見郡・西伯郡夜見村（よみそん）についても述べる。

## 夜見村開村
境村、余子神社神官、森守祥の次男六郎右衛門守連らが、延宝7年（1679年）官許を得て開発する。

### 夜見に現存している旧家
夜見に現存している旧家と、その元祖、元祖死亡年、出身地は以下の通り。
地名 - 上谷
- 六右衛門（足立氏）享保19年（1734年）、?
- 孫右衛門（西村氏）、享保11年（1726年）、夜見分家（境）
- 九右衛門（森氏）、寛保2年（1742年）、夜見分家（境）
- 兵右衛門（足立氏）、?、夜見分家
- 善右衛門（足立氏）、享保11年（1726年）、中野村
- 甚兵衛（西村氏）、享保20年（1735年）、境村
- 五郎左衛門（足立氏）、元禄11年（1698年）、境村
- 由右衛門（森氏）、明和8年（1771年）、粟島
- 弥平（足立氏）、享保11年（1726年）、小篠津
- 六郎右衛門（森氏）、元禄14年（1701年）、境村
- 磯右衛門（森氏）、享保19年（1734年）、夜見分家（境）
- 三郎右衛門（浜田氏）、天明2年（1782年）、境村

地名 - 中谷
- 治左衛門（足立氏）、享保19年（1734年）、?
- 三郎右衛門（浜田氏）、天明2年（1782年）、境村
- 魯助（渡辺氏）、文化7年（1810年）、境村
- 治良右衛門（足立氏）、?、境村
- 与次兵衛（足立氏）、明和元年（1764年）、夜見分家
- 重兵衛（矢倉氏）、文化11年（1814年）、大崎村

地名 - 樋口
- ?（木村氏）、享保、?
- ?（松本氏）、安永4年（1775年）、渡村
- ?（渡辺氏）、文政11年（1828年）、渡村
- ?（泉氏）、延享4年（1747年）、?
- 弥平（矢倉氏）、宝暦8年（1758年）、大崎村
- 平八（門脇氏）、天保、大根島
- ?（吉岡氏）、宝暦7年（1757年）、夜見分家
- 儀右衛門（角氏）、元禄13年（1700年）、大崎村
- ?（井田氏）、元禄11年、?
- ?（山本氏）、寛政10年（1798年）、大根島
- ?（足立氏）、元文4年（1739年）、出雲

地名 - 上新田
- 次郎吉（桑垣氏）、?、大根島
- 徳兵衛（門脇氏）、元文2年（1737年）、大根島
- 弥三郎（松本氏）、宝暦14年（1764年）、大根島
- 武右衛門（松本氏）、宝暦13年（1763年）、大根島
- 一郎兵衛（渡辺氏）、?、大根島
- ?（松本氏）、寛延3年（1750年）、日野郡

地名 - 下新田
- 弥平治（渡部氏）、安永10年（1781年）、大根島
- 甚五郎（柏木氏）、享保18年（1733年）、大根島

## 夜見村の由来
森納著『夜見村誌改訂 弓浜半島と夜見村』9頁によると、
元禄15年（1702年）に“境村新田”を“夜見村”と改めているが、この村名由来について、『伯耆志』、『夜見神社記』に「夜見島（『古事記』の黄泉島）ノ古名存セシ故ナリ」となっている。しかし、初代森六郎右衛門が生家余子神社の旧姓“夜見島宿弥”の夜見をとって“夜見村”としたことは、略間違いないと考えられている。

## 夜見村の自治
森納著『夜見村誌改訂 弓浜半島と夜見村』102頁によると、
藩政時代の村治は一応は自治に委ねられているが、あくまでも官尊民卑の世であり、在方役人の意向によって支配され、自発的な村治は運営され得なかったと認められる。
村には庄屋があって、村内の事務処理をし、庄屋の下に年寄、物書き、組頭、小頭があり、小頭は五人組組合の長である。年寄は今の助役、相談役に相当すると考えられる。庄屋の上には大庄屋、宗旨庄屋があり、その管轄区域内の行政の統轄と宗教上の監督をしていた。

### 大庄屋
- 森六郎右衛門、元文4年（1739年） - 六郎右衛門は初め“五左衛門”と名乗り、延享4年（1747年）に苗字帯刀を許され“森五左衛門”となり、父の死去数年を経て、“六郎右衛門”襲名を藩に願い出て許可されている。

### 庄屋
- 初代 西村孫右衛門 安永5年（1776年）
- 2代 森幸七 寛政元年（1789年）
- 3代 森宇右衛門 文化3年（1806年）
- 4代 森磯右衛門 天保3年（1832年）
- 5代 矢倉甚平 天保12年（1841年）
- 6代 森清二郎 天保13年（1842年）
- 7代 柏木甚五郎 弘化2年（1845年）
- 8代 森磯右衛門 嘉永元年（1848年）
- 9代 安田彦平 安政2年（1855年）
- 10代 角儀右衛門 安政3年（1856年）
- 11代 倉郷周助 文久元年（1861年）
- 12代 森五郎右衛門 慶應2年（1866年）

### 村長
- 初代 柏木大五郎 明治22年（1889年）
- 2代 松本民四郎 明治24年（1891年）
- 3代 森磯吉 明治25年（1892年）
- 4代 森磯吉 明治28年（1895年）
- 5代 柏木新多郎 明治31年（1898年）
- 6代 森磯吉 明治32年（1899年）
- 7代 足立直四郎 明治36年（1903年）
- 8代 松本萬蔵 明治38年（1905年）
- 9代 足立芳彦 明治41年（1908年）
- 10代 松本宜春 大正2年（1913年）
- 11代 森磯吉 大正3年（1914年）
- 12代 本池豊 大正9年（1920年）
- 13代 松本正人 大正11年（1922年）
- 14代 松本正人 大正15年（1926年）
- 15代 松本正人 昭和2年（1927年）
- 16代 森磯吉 昭和5年（1930年）
- 17代 松本芳登 昭和8年（1933年）
- 18代 松本芳登 昭和12年（1937年）
- 19代 松本芳登 昭和16年（1941年）
- 20代 森忠知 昭和18年（1943年）
- 21代 森川恒作 昭和22年（1947年）
- 22代 森川恒作 昭和26年（1951年）

## 夜見村における姓名と屋号
夜見村では藩政時代、公に苗字をゆるされた者に森六郎右衛門があり、その他に庄屋（現在の村長）をつとめた森、西村 柏木角、安田、倉郷や足立等の諸姓があったものと見られる。口碑によれば明治の戸籍編纂にあたって村長、戸長は夜見神社の横の松林（もと大森家の所有地）に村民の家長全員が集り姓名簿がつくられたという。前述の諸姓とその近縁（分家その他）は、その姓を受け継ぎ、移住前の元の姓を名乗っているものも多い。元来弓浜の開拓は尼子家由来とかその他の浪士によるものが多いので姓にはあまり変ったものがない。

### 地名 - 上谷
- 古屋（森氏）

初代森六郎右衛門の長男の家筋で、開発当初の最初の家屋のあった所を長男に与えたものという。
- 中屋敷（森氏）

六郎右衛門の次男、三子の中を取ったものという。
- 大森（森氏）

六郎右衛門の三男、“森家が大いに繁昌するように”とも、又、家の周辺に大きな松の木があったからともいわれている。
- 中屋（森氏）

中屋敷5代目磯右衛門の時に、分家し、中屋とよばれる。
- 問屋（森氏）

大森分家で木綿、肥料、海産物の問屋をしていた頃があり、持ち舟もあり、広く交易していたといわれる。元資生堂社長森治樹は問屋系の出身である。
- 先灘（森氏）

川の端分家。夜見の村はずれの先の灘近くに家があったため。
- 森次茶屋（森次氏）

古屋の分家で森を次ぐ者の意。昔、上谷で茶屋を開いていたという。
- 大篠津屋（安田氏）

大森（時代不明）の娘が大篠津村安田家へ嫁いだが、故あって夫婦帰村し、夜見に居ついたもの。
- 大西（西村氏）

西村家系の本家といわれ、六郎右衛門について来村した甚七（甚八）の家筋とされている。
- 元庄屋（西村氏）

甚七の次男の家系で安永5年（1776年）村の初代庄屋 をつとめたため。
- はずれ（西村氏）

同西村の分家で米子への旧道の村はずれにあったため。
- いいぼし屋（西村氏）

同西村の分家。千鰯の売買を業としていたためか?
- 玉屋（西村氏）

同西村の分家。飴玉を売っていたともいい、繭玉の出荷を取り扱っていたためともいわれている。
- 元足立（足立氏）

夜見の足立で最も古い家とされている。
- 足立本家（足立氏）

元足立の分家 先祖に造り酒屋があり天秤に担いで米子まで行商し財をなしたという。

### 地名 - 中谷
- ラジオ屋（渡辺氏）

渡辺医院の分家。戦争中、神戸より帰郷し、ラジオの修理、販売したため。
- 久紺屋（足立氏）

明治の初め頃まで染物業を営んでいた。
- 新宅（渡辺氏）

渡辺医院より分家した新しい家。

### 地名 - 樋口
- 川の端（森氏）

古屋の分家。
- 渡屋（松本氏）

渡村より来村したため。
- 川端（木村氏）

樋口川の端にあったため。

### 地名 - 上新田
- 弥平治屋（渡部氏）

享保年間（1716年 - 1733年）米川開通と殆ど同時に入植した夜見新田の旧家で、造り酒屋をしていた。
- 上松本（松本氏）

享保年間（1716年-1733年）に大根島より移住しているといわれる 藩政時代、綿作りと油の行商で財を成し、その後、造り酒屋をした。
- 日野屋（松本氏）

日野郡より来村したためで、下松本の本家筋にあたる。

### 地名 - 下新田
- 下松本（松本氏）

日野屋の分家 綿作と明治以降の養蚕業で財をなした。
- 西渡部（渡部氏）

弥平治屋の西分家である。

## 出身人物

### 政治家
- 西村清則

### 実業家
- 森啓蔵 - 元洞海汽船社長。
- 森治樹 - 元資生堂社長。

### 教育家
- 桑垣隆人

### 医師
- 森納 - 元森医院理事長。郷土史研究家としても知られる。

## 年表
- 寛文9年（1669年）

境村、森六郎右衛門（初代）が夜見の地を開墾し始める。
- 延宝7年（1679年）

境村、森六郎右衛門（初代）が治郎右衛門、三右衛門、安右衛門、甚八らとその家族を率い夜見に転居。
- 元禄元年（1688年）

夜見、券面下附、“境村新田”と称す。
- 元禄14年（1701年）

森六郎右衛門（初代）死去。
- 元禄15年（1702年）

村号を請願し、“夜見村”として境村より独立。
- 享保11年（1726年頃）

夜見新田に柏木家、松本家らの入植開拓始まる。
- 元文4年（1739年）

五左衛門（六郎右衛門（3代））、大庄屋役仰付けられる。
- 1741年）

五左衛門（六郎右衛門（3代））、ロ会見郡大庄屋となる。
- 寛保元年（1743年）

六郎右衛門（2代）死去。
- 延享4年（1747年）

五左衛門（六郎右衛門（3代））、苗字帯刀許可。
- 宝暦10年（1760年頃）

大庄屋森六郎右衛門（3代）曲り松村（現福定村）の村名変更願い出す。
- 明和2年（1765年）

森六郎右衛門（3代）大庄屋役御免願い出る。
- 安永3年（1774年）

六郎右衛門（3代）死去。
- 明治13年（1880年）

境町本町（現境港市）で夜見開村200年記念祝賀会行われる。
- 明治16年（1883年）

夜見村で弥平治屋騒動おこる。

### 自治体としての沿革
- 明治22年（1889年）10月1日 - 町村制の施行により、会見郡夜見村の区域をもって、会見郡夜見村が発足する。
- 明治29年1896年）4月1日 - 郡制の施行により、所属郡が西伯郡に変更。
- 昭和29年（1954年）6月1日 - 米子市に編入する。

## 家系
境村の旧記では西小路、森家は境旧家29の1つとされ、古い家系を誇っていた。その家系図によれば人皇7代孝霊天皇の皇子正武彦命から45代餘見島宿弥守明の折、源義親との婚姻の伝承があり、それより9代守侶の時に後醍醐天皇より源姓と餘戸家の家号を賜ったとある。その頃から明応9年の棟札に至るまで“宮脇姓”で森家の家系図で森姓と明記されているのは、森次右衛門守祥の父森豊前守守益の時で、その代か、あるいは一つ先代の時頃に、森姓に移ったと推定されている。宮脇、源、森の姓もその時代時代に宮廷より賜ったもので慶長年間に屡々吉田殿に参代しており下って天明元年には従五位に叙せられたとも伝えられている。何故森姓に移ったかは明らかでない（『夜見村誌改訂 弓浜半島と夜見村』 121頁）。

## 事件
- 弥平治屋騒動
- 「こういち」事件